# Bernady
Bernady (biał. Бернады) – dawniej wieś na Białorusi, położona w obwodzie brzeskim w rejonie brzeskim w sielsowiecie Herszony, od 1 czerwca 2007 roku w granicach miasta Brześć. 
Znajduje się tu przystanek Mitki (Митьки) na trasie Kolei Białoruskich Brześć Centralny – Włodawa (w Tomaszówce) oraz towarowa stacja kolejowa Bernady. 